# Batalla de Flores de Santo Tomás
La Batalla de Flores de Santo Tomas, conocida popularmente como Santoto, es una festividad del Caribe colombiano, alusivo al Carnaval de Barranquilla. Esta se realiza anualmente en el Municipio Santo Tomás (Atlántico) un día después del desfile nocturno de La Guacherna en la ciudad de Barranquilla. Además, de la Batalla de Flores, en esta se realiza el Reinado Intermunicipal y Departamental del Atlántico.

## Historia
Desde el año de 1977 se realiza el Carnaval Intermunicipal de Santo Tomas en este municipio del Atlántico. En él se integran los diferentes municipios del departamento del Atlántico, en torno a la representación legítima del folclor atlanticense y la manifestación popular con la participación de centenares de comparsas, danzas, cumbiambas y disfraces individuales y colectivos. 
Esta manifestación autóctona fue elevada a la categoría de “Carnaval Departamental” por la Asamblea del Departamento del Atlántico a través de la Ordenanza N.º 00060 del 15 de noviembre de 1995. Mediante Ley 1353 de 8 de septiembre de 2009, fueron declarados Patrimonio Cultural de la Nación, el Carnaval Departamental y el Reinado Intermunicipal de Santo Tomás, en el Departamento del Atlántico.